# Пётр Дамиани
Пётр Дамиа́ни (итал. Pietro Damiani, Пётр Дамиа́н, лат. Petrus Damianus; 1007, Равенна — 22/23 февраля 1072, Фаэнца) — католический монах-бенедиктинец, кардинал, богослов, деятель Григорианской реформы.
Канонизирован в лике святых в католической церкви. В 1828 году папа Лев XII провозгласил Петра Дамиани Учителем Церкви. Память его отмечается в католической церкви 21 февраля.

## Биография
Пётр принадлежал к знатному, но обедневшему роду. Он рано осиротел, жил сначала у своего старшего брата, затем у среднего, носившего имя Дамиан и бывшего архипресвитером в Равенне. Вероятно прозвание «Дамиани» Пётр получил по имени брата-священника.
Под влиянием брата Пётр ощутил призвание к священству и аскетической жизни. После получения образования в Равенне, Фаэнце и Парме около 1035 года он вступил в бенедиктинский монастырь Фонте-Авеллана около города Губбио. Пётр быстро добился авторитета в монастыре, проделав за восемь лет путь от послушника до настоятеля монастыря. Новый аббат развернул энергичную деятельность в монастыре, при нём были основаны 7 дочерних обителей, реформирован устав монашеской жизни, укреплена дисциплина. Своим духовным наставником Пётр Дамиани считал святого Ромуальда, основателя ордена камальдулов, биографию которого он написал около 1042 года. В 1049 году направил папе римскому Льву IX Liber Gomorrhianus, считающееся первым специальным теологическим сочинением, посвящённым проблеме гомосексуализма.
Пётр Дамиани был горячим сторонником реформ в Церкви, и, особенно, в монашестве, направленных на строгое соблюдение бенедиктинского устава в монастырях и независимости монастырей от светской власти. Он поддерживал Клюнийское движение, вылившееся впоследствии в Григорианскую реформу. Выросший авторитет аббата монастыря Фонте-Авеллана привёл к тому, что в 1057 году Пётр Дамиани был возведён папой Стефаном IX в сан епископа и назначен кардиналом-епископом Остии, что позволило стать ему одним из самых высокопоставленных клириков Церкви. В период Великого раскола христианской церкви Дамиани написал трактат, в защиту западного представления о филиокве, которое послужило одной из формальных причин к расколу.
Вероятно при участии Петра Дамиани был создан в 1059 году декрет папы Николая II, который обеспечивал независимое избрание папы коллегией кардиналов-епископов, чьё решение подтверждалось императором и одобрялось клиром и народом. Тогда впервые выявилась острота конфликта между империей и реформаторским папством.
В 1059 году Николай II направил в Милан Петра Дамиани и архиепископа Лукки Ансельма (будущий папа Александр II), обнаруживших, что там не было ни одного клирика, от архиепископа до низшего церковнослужителя, который не был бы повинен в симонии. Несмотря на то, что посланцы подвергались смертельной опасности, они выполнили свою миссию: примирили Миланскую митрополию с Римской кафедрой и добились покаяния миланского духовенства. В том же 1059 году Пётр Дамиани сыграл важную роль на Латеранском соборе.
Дамиани выступал против антипап Бенедикта X и Гонория II, поддерживавшихся имперской стороной, и выступил в поддержку папы Александра II, избранного после смерти Николая II. В 1063 году Дамиани урегулировал спор между аббатством Клюни, напрямую подчинённым Риму, и епископом Макона на соборе во французском городе Шалоне-на-Соне. В 1067 году он тщетно старался примирить флорентийского епископа с монахами монастыря Валломброзы, обвинявших его в симонии и ереси. В 1069 году Дамиани представлял папу на соборе во Франкфурте и при поддержке части духовенства и германской знати воспрепятствовал разводу Генриха IV с королевой Бертой Туринской. В 1071 году он освящал церковь в знаменитом аббатстве Монтекассино. Деятельность в качестве видного церковного политика не мешала Петру Дамиани соблюдать строгую личную аскезу, он много времени проводил в обители Фонте-Авеллана, практически не оставляя своей кельи, предаваясь молитвам и пению псалмов; носил вериги и строго постился.
Последние годы жизни Петра Дамиани были посвящены реформаторской деятельности, направленной на искоренение злоупотреблений и симонии. В начале 1072 года папа поручил Петру разрешение конфликта между Римом и Равенной. Этот город тогда находился под отлучением от церковного общения за то, что равеннцы поддерживали своего епископа, выступившего на стороне антипапы Гонория II. Когда папский легат добрался до Равенны, непокорный прелат уже умер, а его сообщники раскаялись. На обратном пути в Рим Дамиани простудился и остановился в монастыре Санта Мариа дельи’Анджели (ныне Санта Мариа Веккья) близ Фаэнцы. Здесь он и скончался и был похоронен в монастырской церкви.

## Вклад в борьбу империи с папством
Хотя решающие этапы противоборства Священной Римской империи и папства, вошедшие в историю, как борьба за инвеституру, наступили после смерти Дамиани, его труды, относящиеся к раннему периоду противостояния, интенсивно использовались как при жизни самого Дамиани, так и после его смерти. Именно он первым писал в послании императору Генриху IV о том, что королевское правление — это служение, и, если «король напрасно держит свой меч и не наказывает тех, кто противится Богу», то его власти следует противостоять. Он ставил Римскую церковь во главе «всей христианской религии» и разделял ту характеристику, которую дал ей впоследствии его ближайший сотрудник и советник нескольких пап, питомец Клюни Гильдебранд (будущий папа Григорий VII), назвав её «матерью и наставницей всех церквей». В своём трактате, созданном по просьбе Гильдебранда, он развивал идею о главенстве Римских епископов, как преемников святого Петра, которому Христос даровал власть «вязать и решать». В подтверждение своих мыслей он цитировал, помимо Священного Писания и церковных авторитетов, подложный документ, составленный в начале VIII века и получивший название Константинов дар.

## Учение

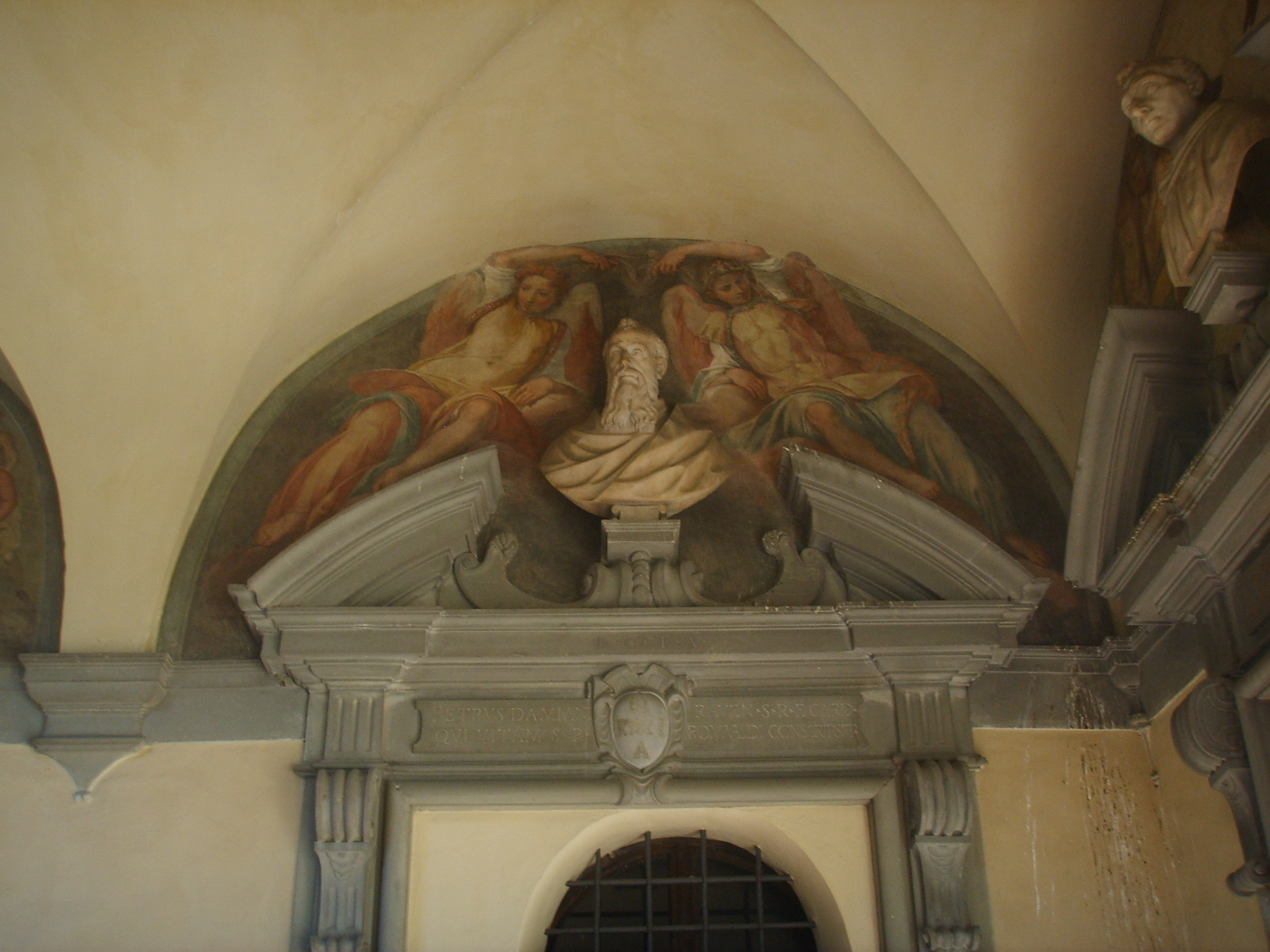
Бюст Петра Дамиани. Флоренция

В своих сочинениях Пётр Дамиани решительно выступает за общинный характер монашеской жизни и за целибат для духовенства. Несмотря на то, что в своих трактатах он бичевал грехи клира, прежде всего симонию, он обосновывал законность рукоположений, осуществляемых епископами-симонианами, ибо, по его мнению, симония получила настолько широкое распространение, что, если бы все подобного рода ординации были бы признаны неверными, то это грозило бы повсеместным прекращением служб и отправлений церковных обрядов. Несмотря на это папа Николай II счёл возможным запретить признавать законными рукоположения, которые были совершены епископами, повинными в симонии.
В богословии Петра Дамиани относят к той группе мыслителей, которые полагали, что после Христа человечеству достаточно Божественного Откровения для разрешения всех важных вопросов его бытия и — самое главное — для достижения спасения, это Откровение заменяет любое другое знание, беспомощное в истолковании тайн веры.

## Произведения
Петру Дамиани принадлежат 7 агиографических произведений, 53 проповеди, около 240 поэтических сочинений (гимнов, молитв и пр.), 180 писем. Некоторые из его творений читались и были очень актуальны на протяжении всего средневековья, а выдержки из них вошли в сборники, например, в юридическое собрание Грациана, составленное в XII веке.

## Почитание

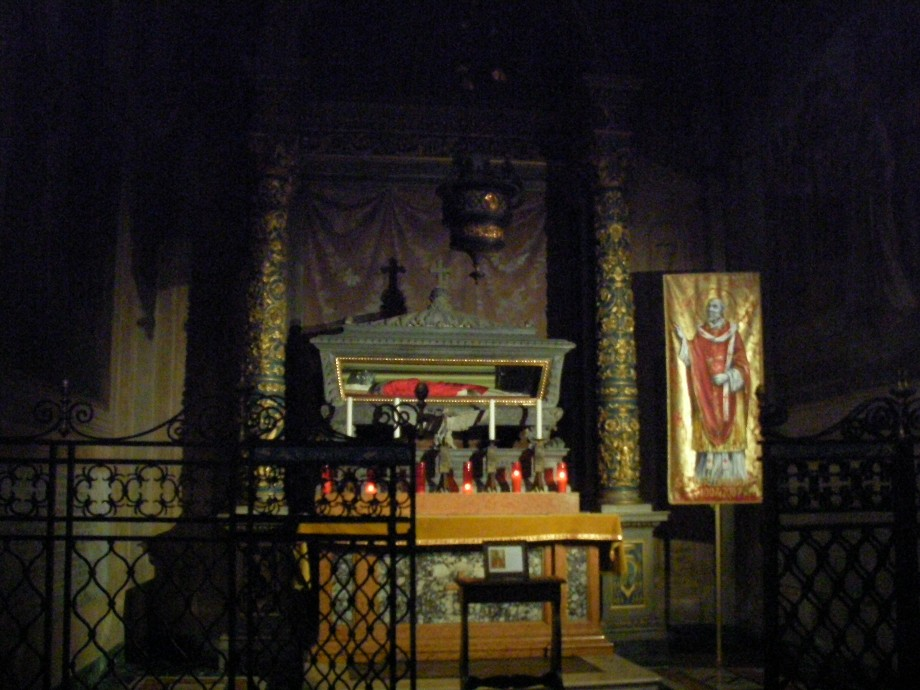
Мощи святого Петра Дамиани в кафедральном соборе Фаэнци

Мощи святого многократно переносились из города в город. В конце XIX века они были помещены в кафедральном соборе Фаэнци, городе, близ которого Пётр Дамиани скончался, там они пребывают по настоящее время. В 1828 году папа Лев XII провозгласил Петра Дамиани Учителем Церкви. День памяти в Католической церкви — 21 февраля.
В Божественной комедии был помещён Данте на Седьмое небо рая.